# NGC 6180
NGC 6180 est une galaxie elliptique relativement éloignée et située dans la constellation d'Hercule. Sa vitesse par rapport au fond diffus cosmologique est de 9 032 ± 3 km/s, ce qui correspond à une distance de Hubble de 133,2 ± 9,3 Mpc (∼434 millions d'al). NGC 6180 a été découverte par l'astronome français Édouard Stephan en 1876.
NGC 6180 fait partie de l'amas de galaxies Abell 2199.
À ce jour, trois mesures non basées sur le décalage vers le rouge (redshift) donnent une distance de 120,000 ± 19,698 Mpc (∼391 millions d'al), ce qui est à l'extérieur des valeurs de la distance de Hubble. Notons que c'est avec la valeur moyenne des mesures indépendantes, lorsqu'elles existent, que la base de données NASA/IPAC calcule le diamètre d'une galaxie et qu'en conséquence le diamètre de cette galaxie pourrait être d'environ 40,0 kpc (∼130 000 al) si on utilisait la distance de Hubble pour le calculer.